# Elvis (NBC-TV Special)
Elvis (NBC-TV Special) (с англ. Элвис: Телешоу Эн-би-си) — альбом американского певца Элвиса Пресли, вышедший в качестве саундтрека к одноимённому телеконцерту 1968 года (см. «Элвис (телеконцерт)»), состоящему из студийных и концертных записей. Альбом занял 8-е место в американском хит-параде.

## Запись телеконцерта
Именно это телешоу, записанное в июне 1968 года, обратило Пресли к истокам его музыки и заставило модернизировать свой репертуар. Кроме того, успех шоу, протранслированного 3 декабря 1968 года на канале Эн-би-си, возвратил Элвису Пресли интерес широкой публики, к тому времени вычеркнувшей «короля рок-н-ролла» из своего внимания.
Подготовка к телешоу началась в Бербанке в июне 1968 года с джем-сейшнов со старыми друзьями, включая Скотти Мура. Затем в студии были записаны фрагменты для сценических постановок и заставки. Наконец, 27 и 29 июня 1968 года были отсняты и записаны живьём выступления Пресли перед публикой — впервые с 1961 года. Одетый в чёрную кожу, идеально подходящую для имиджа «короля рок-н-ролла», певец исполнил свои старые хиты «Heartbreak Hotel», «Blue Suede Shoes», «All Shook Up», «One Night» и новые композиции «Guitar Man», «Big Boss Man», «Memories». Апофеозом шоу была последняя песня, «If I Can Dream», проникнутая пафосом социального воззвания, нехарактерным, в общем, для Пресли.
За несколько дней работы была записана масса материала, из которой была смонтирована часовая программа. Пластинка с саундтреком к шоу вышла за неделю до трансляции и несколько отличалась от неё: так в оригинальный альбом не вошли «Are You Lonesome Tonight?», «Let Yourself Go», «It Hurts Me». Большой объём записанного материала (студийного, репетиционного и концертного) впоследствии нашёл место на различных альбомах Пресли, посвящённых данному шоу («см. также»).

## Список композиций

### Оригинальная версия (1968)
1. «Trouble» / «Guitar Man»
2. «Lawdy Miss Clawdy»
3. «Baby What You Want Me to Do[англ.]»
4. «Heartbreak Hotel» / «Hound Dog» / «All Shook Up»
5. «Can’t Help Falling in Love»
6. «Jailhouse Rock»
7. «Love Me Tender»
8. «Where Could I Go But to the Lord» / «Up Above My Head[англ.]» / «Saved»
9. «Blue Christmas»
10. «One Night»
11. «Memories»
12. «Nothingville» / «Big Boss Man» / «Guitar Man» / «Little Egypt» / «Trouble» / «Guitar Man»
13. «If I Can Dream»

### Расширенная версия (1991)
1. «Trouble» / «Guitar Man»
2. «Lawdy Miss Clawdy»
3. «Baby What You Want Me to Do»
4. «Heartbreak Hotel» / «Hound Dog» / «All Shook Up» / «Can’t Help Falling in Love» / «Jailhouse Rock» / «Don’t Be Cruel» / «Blue Suede Shoes» / «Love Me Tender»
5. «Where Could I Go But to the Lord» / «Up Above My Head» / «Saved»
6. «Baby What You Want Me To Do»
7. «That’s All Right»
8. «Blue Christmas»
9. «One Night»
10. «Tiger Man»
11. «Trying to Get to You»
12. «Memories»
13. «Nothingville» / «Big Boss Man» / «Let Yourself Go» / «It Hurts Me» / «Guitar Man» / «Guitar Man» / «Little Egypt» / «Trouble» / «Guitar Man»
14. «If I Can Dream»

## Альбомные синглы
- «If I Can Dream» / «Edge of Reality» (ноябрь 1968; #12)
- «Memories» / «Charro!» (февраль 1969; #35)